# Are You Sure?
"Are You Sure?" ("Tens a certeza?") foi a canção do Reino Unido no Festival Eurovisão da Canção 1961 que teve lugar em Cannes em 18 de março desse ano.
A referida canção foi interpretada em inglês pela banda  pop duo The Allisons. Foi a décima-quinta e penúltima canção a ser interpretada na noite do evento, a seguir à canção do Luxemburgo "Nous les amoureux", interpretada por Jean-Claude Pascal e antes da canção da Itália "Al di là", interpretada por Betty Curtis. Terminou a competição em segundo lugar (entre 16 participantes), tendo recebido um total de 24 pontos. No ano seguinte, o Reino Unido foi representado por Ronnie Carroll que cantou o tema  "Ring-A-Ding Girl".

## Autores
- Letrista: John Allison, Bob Allison
- Compositor: John Allison, Bob Allison
- Orquestrador: Harry Robinson

## Letra
A canção é de estilo pop, com os cantores perguntando à sua antiga amante se ela tem a certeza que a separação foi o melhor para eles, só pelo contrário ainda se lembra dele.

## Top
| Ano (1961)                    | Posição |
| ----------------------------- | ------- |
| Reino Unido (Record Retailer) | 2       |
| Reino Unido (NME)             | 1       |
| Reino Unido (Record Mirror)   | 1       |